# Gonia olgae
Gonia olgae là một loài ruồi trong họ Tachinidae.